# Morenci
Morenci ist ein Census-designated place im Greenlee County im Osten des US-Bundesstaats Arizona. Das U.S. Census Bureau hat bei der Volkszählung 2020 eine Einwohnerzahl von 2.028 auf einer Fläche von 2,1 km² ermittelt. Die Bevölkerungsdichte liegt bei 966 Einwohnern je km².
Morenci grenzt an Clifton und liegt nahe der Grenze zum US-Bundesstaat New Mexico und zum Graham County.
Morenci liegt am U.S. Highway 191.

## Wirtschaft
Der größte Arbeitgeber des Ortes ist die Freeport-McMoRan, Betreiber der Morenci-Mine, des größten Kupferbergwerks in Nordamerika und einer der größten Tagebaue der Welt. Die Morenci-Mine gehört seit über 15 Jahren zu den zehn größten Kupferminen weltweit (nach Fördermenge) und rückte 2020 auf Platz 3 der Rangliste auf, nur übertroffen von den chilenischen Kupferbergwerken Escondida und Collahuasi.